# Монокультура
Монокультура (від лат. mono — єдиний і лат. cultura — обробіток, розвиток) — спосіб рослинництва при якому на одній ділянці постійно та безперервно вирощується одна й та сама культура без дотримання сівозміни. Монокультура створює постійне одноманітне навантаження на ґрунти, через що вони однобічно виснажуються, наприклад, тривалий обробіток зернових на одній і тій же площі обідняє ґрунт переважно фосфором, буряка, картоплі — калієм, бобів — фосфором і кальцієм. Також монокультура призводить до зменшення вмісту гумусу, сприяє ерозії тощо. Наслідком монокультури є значне, до 2 разів, зменшення врожайності. Покращення обробітку землі на внесення добрив не можуть повністю компенсувати негативний вплив монокультури. Окрім того стале існування на одній і тій самій ділянці посіві певної рослини сприяю розмноженню та укоріненню в цій місцевості характерних для даної культури хвороб, паразитів, комах-шкідників, гризунів тощо. Монокультура є ознакою примітивної агротехніки та недорозвинутого сільського господарства. У зв'язку з інтенсифікацією землеробства від монокультури нормальні господарі відмовилися — ввели сівозміну.